# وللکدو
وللکدو (به لاتین: Vellalakaddu) یک منطقهٔ مسکونی در سری‌لانکا است که در استان شمالی (سری‌لانکا) واقع شده‌است.